# 胺菊酯
胺菊酯 是一种强力合成杀虫剂，属于拟除虫菊酯。这种白色结晶固体的熔点为65-80摄氏度。其混合立体异构体应用于商业产品。
胺菊酯通常用于制造杀虫剂，它能影响昆虫的神经中枢系统。